# Malas Compañías
Malas Compañías és un disc del cantautor Joaquín Sabina. Tot i ser el segón disc de l'autor, es pot considerar el primer en el sentit que és amb aquest disc que l'estil de l'autor es comença a definir. El disc conté històries de caràcter urbà, que parlen de desamor i de les històries de cada dia a la ciutat. La cançó de "El Jaro" va ser escrita en col·laboració amb José Ramón Ripoll, les cançons "Gulliver" i "Círculos viciosos" són obra de Chicho Sánchez Ferlosio, qui va arribar a demandar a la productora CBS per apropiar-se dels drets d'autor.
El disc conté també la cançó "Pongamos que hablo de Madrid" que va ser utilitzada per l'Ajuntament de Madrid en una campanya per promocionar la ciutat. La cançó l'havia cantada ja anteriorment Antonio Flores i amb ell va arribar als primers llocs de la llista dels 40 principals.

## Llista de cançons
1. "Calle Melancolía" – 4:25
2. "Que demasiao (Una cancion para el Jaro)" – 3:31
3. "Carguen, apunten, fuego" – 3:41
4. "Gulliver " – 3:51
5. "Circulos viciosos" – 4:04
6. "Pongamos que hablo de Madrid" – 4:07
7. "Manual para Heroes o Canallas" – 3:13
8. "Bruja" – 4:29
9. "Mi Amigo Satan" – 4:20
10. "Pasandolo Bien" – 2:44